# Ormont-Dessus
Ormont-Dessus je obec na jihozápadě Švýcarska, v okrese Aigle v kantonu Vaud. Žije zde přibližně 1 400 obyvatel.

## Geografie

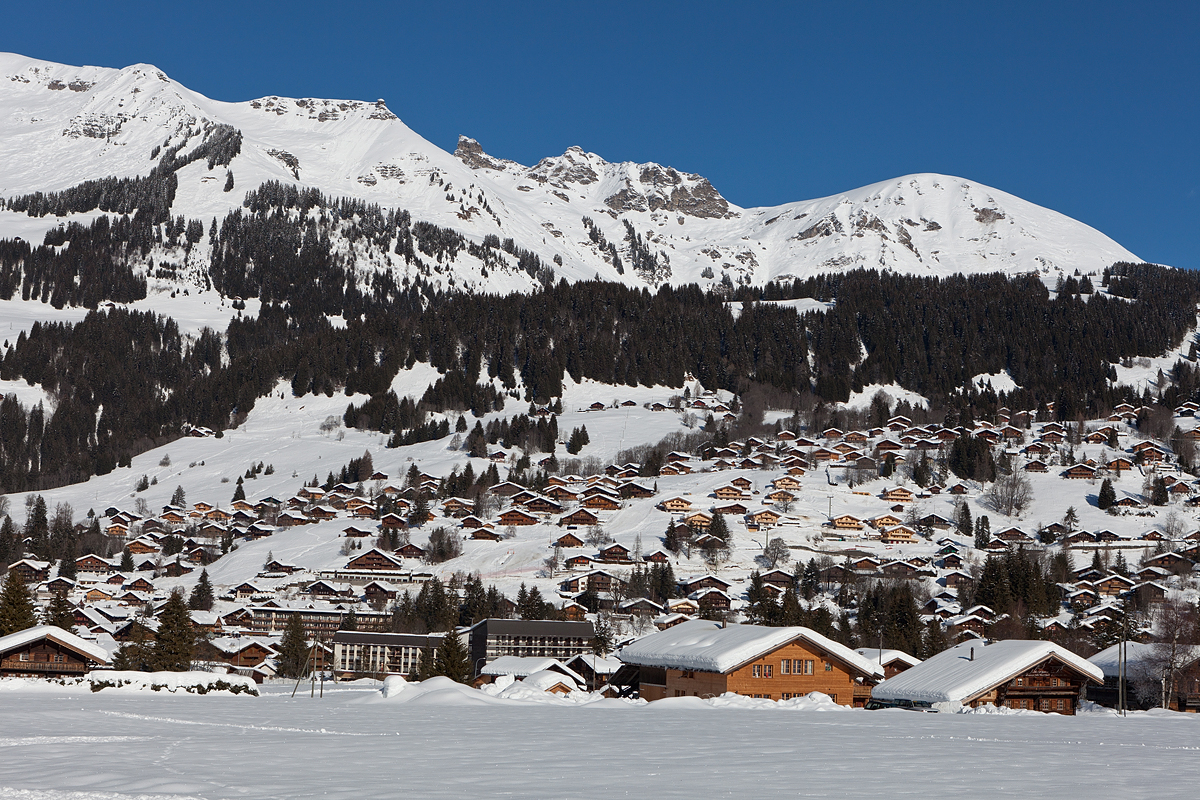
Les Diablerets

Ormont-Dessus leží vzdušnou čarou asi 15 km východně od okresního města Aigle. Obec, která se skládá z několika částí, se nachází v horní části údolí řeky Grande Eau, v údolí Les Ormonts ve Vaudských Alpách, na severozápadním úpatí masivu Les Diablerets.
Území obce o rozloze 61,5 km² pokrývá část Vaudských Alp. Centrální část území zaujímá široké povodí řeky Grande Eau, do níž se u Les Diablerets vlévá pravostranný přítok Le Dar. Údolí Les Ormonts je na severu ohraničeno pohořími Pic Chaussy (2351 m n. m.), Châtillon (2478 m n. m.), Le Tarent (2548 m n. m.), La Para (2540 m n. m.) a Cape au Moine (2352 m n. m.). Na jižním svahu tohoto masivu se nacházejí rozsáhlé vysokohorské pastviny.
Na jih od údolí se území obce rozkládá až k vrcholu Tête de Meilleret (1938 m n. m.) a k vrcholům vápencového masivu Les Diablerets: Culan (2789 m n. m.), Sommet des Diablerets (nejvyšší bod Ormont-Dessus, 3210 m n. m.), Sex Rouge (2971 m n. m.) a Becca d’Audon (Oldenhorn, 3123 m n. m.). Ledovec Tsanfleuron leží ve výšce masivu Diablerets (většinou mimo území obce). Prameny Grande Eau jsou napájeny firnovými poli ledovce Pierredar, ledovce Mauvais, ledovce Prapio, ledovce Dar a ledovce Sex Rouge na strmých severních svazích masivu.
Na východě zasahuje území obce přes průsmyk Col du Pillon (s jezerem Retaud), který tvoří hlavní evropské rozvodí mezi Rhônou a Rýnem, do povodí řeky Sány. V roce 1997 byla 4 % území obce pokryta zastavěnou plochou, 31 % lesy a lesními porosty, 33 % zemědělskými plochami a přibližně 32 % neproduktivní půdou.
Obec Ormont-Dessus se skládá z následujících vesnic a osad (neexistuje sídlo s názvem Ormont-Dessus):
- Les Diablerets, 1163 m n. m., správní středisko Ormont-Dessus, rekreační obec v široké kotlině Grande Eau na úpatí stejnojmenného masivu Les Diablerets. Les Diablerets hostilo lyžařské soutěže zimních olympijských her mládeže 2020.
- Le Plan, 1150 m n. m., v údolí Grande Eau západně od Les Diablerets.
- Vers-l’Eglise, 1128 m n. m., na levé straně údolí Grande Eau.
- Le Rosex, 1095 m n. m., na pravé straně údolí Grande Eau.

Sousedními obcemi Ormont-Dessus jsou Château-d’Oex, Ormont-Dessous, Ollon, Gryon a Bex v kantonu Vaud, Conthey a Savièse v kantonu Valais a Gsteig bei Gstaad v kantonu Bern. Na vrcholu Oldenhorn se nachází trojmezí kantonů Vaud, Bern a Valais.

## Historie

Letecký pohled na Les Diablerets (1971)

Údolí Les Ormonts bylo pravděpodobně zrekultivováno mezi 7. a 9. stoletím a osídleno obyvateli z údolí Rhôny. První zmínka o obci Ormont pochází z roku 1200. Oblast patřila opatství Saint-Maurice, které se ve 13. století dostalo pod svrchovanost savojských hrabat. Zadní část údolí s Les Diablerets se v této době nazývala La Joux d’Ormonts, v 15. století Outre Joux a od 16. století Ormont-Dessus.
Po dobytí panství Aigle Bernem v roce 1476 přešlo Ormont-Dessus pod správu panství Aigle. V roce 1529 zde byla za zuřivého odporu obyvatel údolí zavedena reformace. Když se v roce 1798 zhroutila Stará švýcarská konfederace, obyvatelstvo se bránilo záboru francouzskými a vaudskými vojsky. Došlo k ozbrojeným konfliktům, než údolí nakonec kapitulovalo. V důsledku toho patřil Ormont-Dessus v letech 1798–1803 v období helvétského soustátí ke kantonu Léman, který byl následně po vstupu v platnost zprostředkující ústavy sloučen s kantonem Vaud. V roce 1798 byla přiřazena k okresu Aigle.
Se zlepšením dopravního spojení začal kolem roku 1850 hospodářský rozmach, díky němuž se z obce stalo turistické letovisko. Jako první byl v roce 1856 otevřen Grand Hôtel, tehdy ještě pod názvem Hôtel des Diablerets. V noci z 5. na 6. června 1956 vypukl v této budově požár, při kterém zahynulo 12 lidí.

## Obyvatelstvo
| Vývoj počtu obyvatel | Vývoj počtu obyvatel | Vývoj počtu obyvatel | Vývoj počtu obyvatel | Vývoj počtu obyvatel | Vývoj počtu obyvatel | Vývoj počtu obyvatel | Vývoj počtu obyvatel | Vývoj počtu obyvatel | Vývoj počtu obyvatel | Vývoj počtu obyvatel | Vývoj počtu obyvatel | Vývoj počtu obyvatel | Vývoj počtu obyvatel | Vývoj počtu obyvatel | Vývoj počtu obyvatel | Vývoj počtu obyvatel |
| -------------------- | -------------------- | -------------------- | -------------------- | -------------------- | -------------------- | -------------------- | -------------------- | -------------------- | -------------------- | -------------------- | -------------------- | -------------------- | -------------------- | -------------------- | -------------------- | -------------------- |
| Rok                  | 1850                 | 1860                 | 1870                 | 1880                 | 1888                 | 1900                 | 1910                 | 1920                 | 1930                 | 1941                 | 1950                 | 1960                 | 1970                 | 1980                 | 1990                 | 2000                 |
| Počet obyvatel       | 935                  | 960                  | 1061                 | 1016                 | 1057                 | 1092                 | 1171                 | 1159                 | 1128                 | 1037                 | 994                  | 921                  | 997                  | 1000                 | 1150                 | 1307                 |

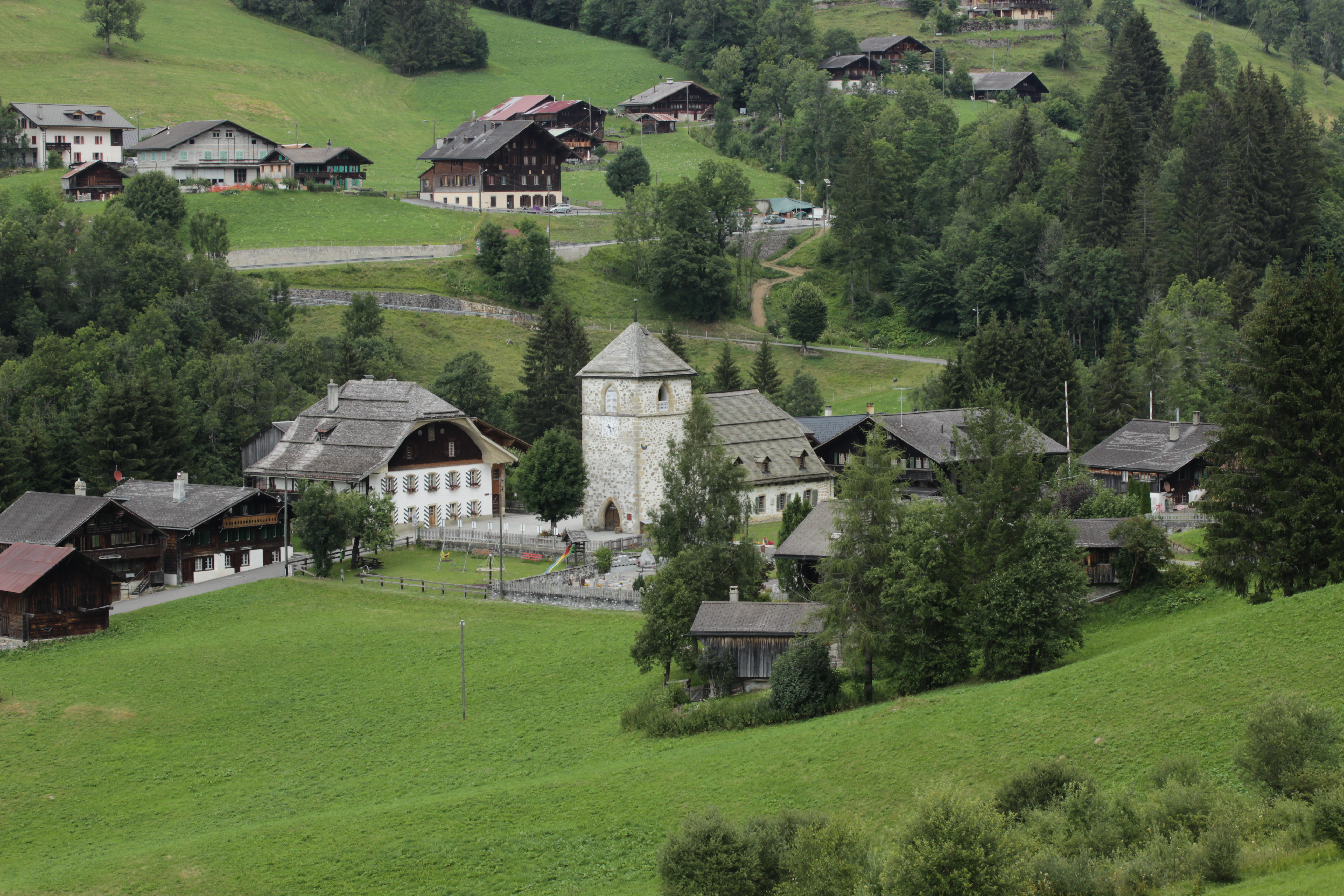
Kostel ve Vers-L’Eglise

Z celkového počtu obyvatel je 89,5 % francouzsky mluvících, 3,6 % německy mluvících a 2,0 % portugalsky mluvících (stav v roce 2000). V roce 1870 žilo v Ormont-Dessus celkem 1061 obyvatel a v roce 1900 1092 obyvatel. V první polovině 20. století počet obyvatel klesl na 921 v roce 1960. Od té doby dochází k výraznému nárůstu počtu obyvatel, zejména v 90. letech 20. století.

## Hospodářství

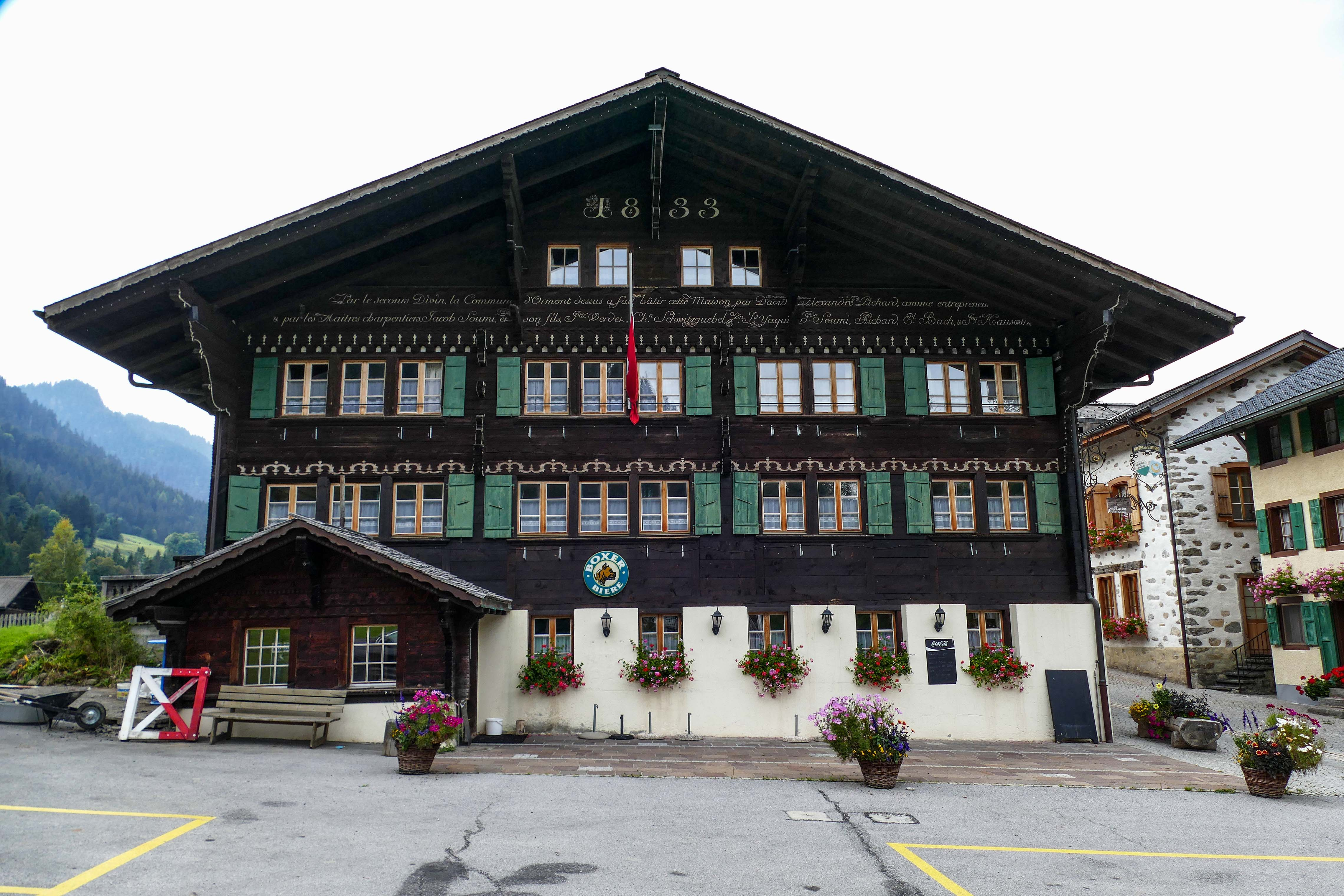
Tradiční architektura ve vesnici Vers-L’Eglise

Až do konce 19. století byla obec Ormont-Dessus převážně zemědělskou obcí. Se zlepšením dopravního spojení kolem roku 1870 se obec postupně vyvinula v rekreační a turistickou destinaci.
I dnes hraje ve struktuře obživy obyvatelstva důležitou roli chov dobytka a mléka. V předalpských oblastech se nacházejí rozsáhlé vysokohorské pastviny pro letní chov hospodářských zvířat. Další pracovní příležitosti jsou k dispozici v místních drobných podnicích a především v sektoru služeb. Kromě zboží každodenní potřeby je obchod zaměřen na potřeby cestovního ruchu. Od roku 1969 se v Les Diablerets koná festival horských filmů (Festival International du Film Alpin). V obci se nachází muzeum Musée des Ormonts a od roku 1983 také velké kongresové centrum.

### Turismus
Obec Les Diablerets se specializuje na letní i zimní turistiku. Alpské louky a hory na severní straně údolí Les Ormonts jsou ideální pro dlouhé procházky a horské túry. Okolní hory jsou od 50. let 20. století přístupné lanovkou. Na Alp Isenau a na svazích Tête de Meilleret jsou k dispozici lyžařské vleky. V roce 1964 byly ledovce masivu Diablerets zpřístupněny turistům otevřením lanovek (tři úseky) na Sex Rouge (2940 m n. m.). Na ledovci Tsanfleuron je možné lyžovat i v létě.

## Doprava

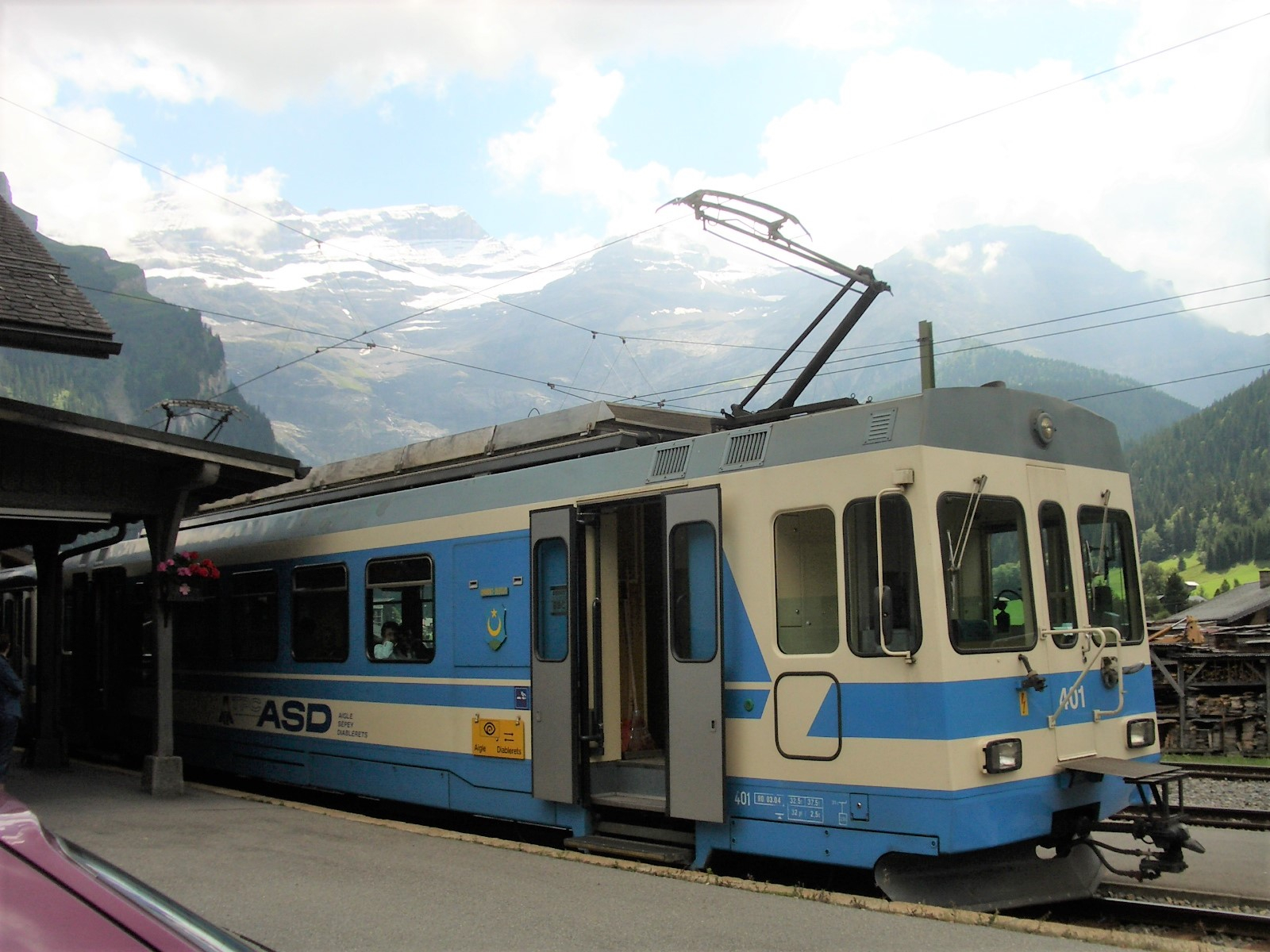
Vlak ve stanici Les Diablerets

Obec má dobré dopravní spojení. Les Diablerets leží na hlavní silnici vedoucí z Aigle přes průsmyk Col du Pillon do Gstaadu v západní části oblasti Berner Oberland. Přes průsmyk Col de la Croix vede přímé silniční spojení do výletní oblasti Villars-sur-Ollon.
Les Diablerets je od 22. prosince 1913 napojeno na úzkorozchodnou železniční trať Aigle–Sépey–Diablerets (ASD), kterou provozuje společnost Transports Publics du Chablais (TPC). Autobusové linky z Les Diablerets přes Col du Pillon do Gstaadu a Schönriedu a přes Col de la Croix do Villars-sur-Ollon zajišťují doplňkové spojení veřejnou dopravou.
Les Diablerets je členem sdružení Alpine Pearls, které podporuje ekologickou mobilitu v alpském regionu.